# Fiefs
Fiefs ist eine französische Gemeinde mit 372 Einwohnern (Stand 1. Januar 2022) im Département Pas-de-Calais in der Region Hauts-de-France. Sie gehört zum Arrondissement Arras, zum Kanton Saint-Pol-sur-Ternoise und zum Kommunalverband Ternois.

## Lage
Die Gemeinde Fiefs liegt im Artois, 22 Kilometer westlich von Béthune. Nachbargemeinden von Fiefs sind Fontaine-lès-Hermans im Norden, Nédonchel im Nordosten, Nédon und Sachin im Osten, Sains-lès-Pernes im Südosten, Boyaval im Süden, Heuchin im Südwesten, Fontaine-lès-Boulans im Westen sowie Febvin-Palfart im Nordwesten. Im Süden der Gemeinde Fiefs stehen vier Windkraftanlagen als Teil eines interkommunalen Windparks.

## Bevölkerungsentwicklung
| Jahr                       | 1962 | 1968 | 1975 | 1982 | 1990 | 1999 | 2006 | 2013 | 2022 |
| -------------------------- | ---- | ---- | ---- | ---- | ---- | ---- | ---- | ---- | ---- |
| Einwohner                  | 395  | 400  | 366  | 334  | 304  | 329  | 370  | 390  | 372  |
| Quellen: Cassini und INSEE |      |      |      |      |      |      |      |      |      |

## Sehenswürdigkeiten
- Kirche Saint-Germain
- Schloss Beaucaine
- Wasserturm